# Aeroporto Internacional de Riga
O Aeroporto Internacional de Riga (IATA: RIX, ICAO: EVRA) é um aeroporto que serve a capital da Letônia, Riga. Construído em 1973 é o maior aeroporto dos Países Bálticos e está conectado diretamente com mais de 80 destinos em 30 países diferentes.

## Companhias Aéreas e Destinos
| Companhia Aérea                              | Companhia Aérea |
| -------------------------------------------- | --- |
| Aeroflot                                     | Moscow–Sheremetyevo |
| airBaltic                                    | Abu Dhabi (Começa dia 29 Outubro 2017), Amsterdam, Barcelona, Berlin–Tegel, Billund, Brussels, Budapest, Copenhagen, Düsseldorf, Frankfurt, Genebra, Gothenburg, Hamburg, Helsinki, Kazan, Kiev–Boryspil, Larnaca, London–Gatwick, Milan–Malpensa, Minsk, Moscow–Sheremetyevo, Munich, Oslo–Gardermoen, Palanga, Paris–Charles de Gaulle, Prague, Rome–Fiumicino, Saint Petersburg, Stavanger, Stockholm–Arlanda, Tallinn, Tampere, Tbilisi, Tel Aviv–Ben Gurion, Turku, Vienna, Vilnius, Warsaw–Chopin, Zürich Sazonal: Aberdeen, Athens, Bordeaux (Começa 3 Junho 2018), Baku, Catania, Dubrovnik, Gdańsk (Começa 27 Março 2018), Liepāja, Lisbon (Começa 27 Março 2018), Madrid, Málaga (Começa 28 Março 2018), Malta, Nice, Odessa, Olbia, Palma de Mallorca, Poprad–Tatry, Reykjavík–Keflavík, Rhodes, Rijeka, Salzburg, Split (Começa 21 Maio 2018), Thessaloniki, Venice, Verona Charter: Burgas, Dalaman, Heraklion |
| Belavia                                      | Minsk |
| Ellinair                                     | Sazonal: Thessaloniki Sazonal: charter: Corfu, Heraklion |
| Freebird Airlines                            | Seasonal: Barcelona, Frankfurt, Milan–Malpensa |
| Finnair operated by Nordic Regional Airlines | Helsinki |
| LOT Polish Airlines                          | Warsaw–Chopin |
| Lufthansa                                    | Frankfurt |
| Norwegian Air Shuttle                        | Copenhagen, Oslo–Gardermoen, Stockholm–Arlanda, Trondheim |
| Primera Air                                  | Málaga (begins 29 April 2018) |
| RusLine                                      | Moscow-Domodedovo |
| Ryanair                                      | Bergamo, Berlin–Schönefeld, Bremen, Brussels–Charleroi, Cologne/Bonn, Dublin, East Midlands, Glasgow, Hahn, Leeds/Bradford, London–Stansted, Malta (begins 29 October 2017), Manchester |
| Scandinavian Airlines                        | Copenhagen, Stockholm–Arlanda |
| SmartLynx Airlines                           | Charter: Antalya, Bergamo, Burgas, Gran Canaria, Heraklion, Hurghada, Monastir, Rijeka, Ras Al Khaimah, Sharm el-Sheikh, Tenerife–South, Varna |
| Turkish Airlines                             | Istanbul–Atatürk |
| Ukraine International Airlines               | Kiev–Boryspil |
| UTair Aviation                               | Moscow–Vnukovo |
| Uzbekistan Airways                           | New York–JFK, Tashkent |
| Wizz Air                                     | Barcelona, Bari, Bergen, Doncaster/Sheffield, Dortmund, Eindhoven, Liverpool, London–Luton, Ovda (begins 31 October 2017), Reykjavík–Keflavík, Sandefjord, Tel Aviv–Ben Gurion |